# Pichari (distrito)
Distrito peruano de Pichari é um dos 9 distritos da Província de La Convención, situada no Departamento de Cusco, pertenecente a Região Cusco, Peru

## Transporte
O distrito de Pichari é servido pela seguinte rodovia:
- PE-28C, que liga a cidade de Llaylla ao distrito de Ayna (Região de Ayacucho)
- PE-28B, que liga o distrito de Lucre (Cusco) à cidade de Ayna (Ayacucho) [1][2][3]